# Figure d'autorité
Pour les articles homonymes, voir Autorité (homonymie).
En psychologie, psychologie sociale et sociologie, la figure d’autorité ou encore figure de domination est une force qui conduit des acteurs à agir sur d’autres acteurs sans que ces derniers n'interagissent.  
La discipline sociologique a fait de la figure d’autorité l'un de ses objets d’analyse privilégiés tout en admettant l’obligation de recourir à une analyse pluridisciplinaire de ce concept. La figure d'autorité est impossible à conceptualiser hors de la sphère sociale qui la scinde en de multiples figures selon les domaines d'étude. 
La sociologie de la famille s’intéresse ainsi à la figure de l’autorité parentale, la sociologie du travail prend en compte celle de l’autorité professionnelle, tandis que la sociologie de l’éducation peut, entre autres, s’intéresser à l’autorité professorale. L’apport de la sociologie sur la question de l’autorité passe par la notion de figure qui induit automatiquement des processus propres à l’analyse d’acteurs sociaux tels que les processus relationnels de légitimation ou d’acceptation. 
Ces figures sont étudiées dès les premiers moments de la discipline sociologique par des auteurs fondamentaux. Ainsi, Max Weber, à travers son analyse des différents types de domination, Alexandre Kojève, sous un prisme plus philosophique, ou encore Hannah Arendt en confrontant l'autorité à la crise de la modernité.

## Histoire et élaboration du concept

### Histoire
Historiquement le concept est éminemment lié au concept classique d'autorité, entendu dans son sens initial comme un pouvoir politique ou juridique d'une partie sur une autre partie.  
Plusieurs sociologues et auteurs on dérivé à partir de ce sens initial, un concept interelationel. Ces auteurs traitent de différentes manières la question de l’autorité. Leurs conceptions peuvent s’opposer comme se compléter. 

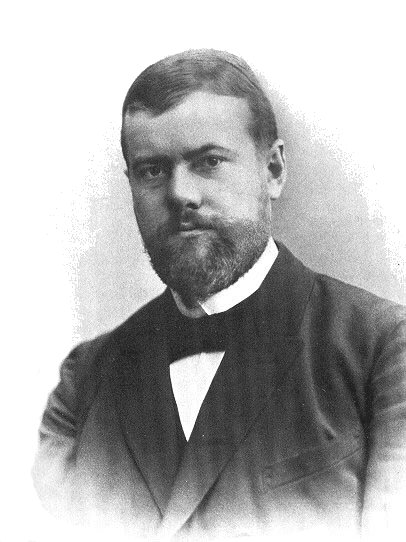
Max Weber en 1894

### Conception de Max Weber
Max Weber ne parle pas d’autorité mais plutôt de domination. Pour que cette dernière opère, il faut qu’elle soit légitimée par les dominés. Max Weber crée ainsi une typologie des dominations en fonction de leur mode de légitimation. 
La première est la domination traditionnelle. Elle repose sur les textes sacrés et les traditions qui profèrent l’autorité à une personne.
La deuxième est la domination légale-rationnelle. Celle-ci s’acquiert via « un ensemble de lois et de règlements ». Elle est attribuée à une personne selon le cadre précis d’une fonction définie selon des règles. Par conséquent, la domination légale-rationnelle ne peut se transmettre de façon héréditaire. Il y a donc, dans ce type de domination, une distinction entre vie privée et vie professionnelle. 
Enfin, Max Weber parle de domination charismatique qui est accordée grâce au charisme dont fait preuve la personne : contrairement aux deux types de domination précédents, celle-ci se lie à l'individu qui la porte.
Ces différents types de domination peuvent s’inscrire dans une approche diachronique. En effet, la domination traditionnelle se retrouve sous l’Ancien Régime. Elle est peu à peu dépassée par la domination rationnelle-légale qui est propre à la société industrielle moderne. Enfin, la domination charismatique se retrouve lors des périodes de grandes crises politiques. 
Cette typologie des différentes dominations ne doit pas être analysées au pied de la lettre dans le sens où elle met en avant des idéaux-types et non des cas que l’on retrouve purement dans l’histoire. Très souvent, pour un cas de domination se retrouvent plusieurs types de dominations avec certaines plus prépondérantes que d’autres.

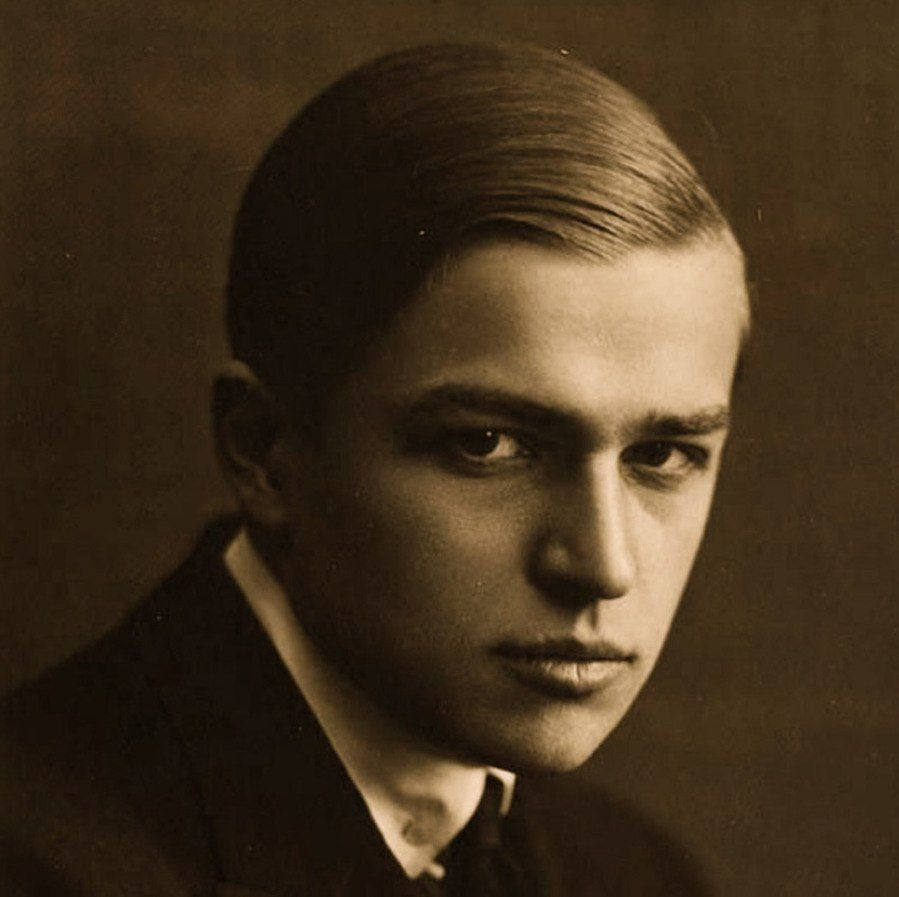
Alexandre Kojève

### Conception d'Alexandre Kojève[3]
Dans son livre La notion de l’autorité, Alexandre Kojève commence par donner une définition très large de ce qu’est l’autorité. Il met en avant le côté social et relationnel de l’autorité. En effet, celle-ci se définirait comme « la possibilité qu’a un agent d’agir sur les autres (ou sur un autre), sans que ces autres réagissent sur lui, tout en étant capable de le faire ». 
Il précise par la suite que l’autorité et l’acceptation de l’autorité doivent se faire de manière volontaire et consciente. Il distingue cette autorité de celle du droit ou de celle de nature divine. Mais pourquoi l’autorité est-elle acceptée ? À partir de cette question, il établit une typologie avec quatre types d’autorité : celle du père sur l’enfant, du maître sur l’esclave, du chef sur la bande et enfin celle du juge sur l’arbitre. Pour chaque type d’autorité se rapproche une théorie : celle de Hegel, Aristote, Platon et la scolastique.
Tout d’abord, la théorie générale de l’autorité d’Hegel coïncide avec l’autorité du maître sur l’esclave. Hegel comprend le maître comme celui capable de surmonter l’animal qui est en lui, contrairement à l’esclave qui se maintient à un stade animal. On en vient donc à cette opposition générale de l’Homme supérieur à la bête. Et, comme pour la définition générale de l’autorité de Kojève, l’animal, autrement dit l'esclave, accepte consciemment et volontairement sa soumission au maître. C’est là la condition sine qua non pour qu’il y ait autorité. Cependant, si l’esclave décide de se soumettre au maître c’est en étant conscient des risques qu’il encourt s’il réagit à l’autorité (et par là-même, la détruit). 
Ensuite, la théorie de l’autorité d’Aristote convient plus à celle du chef sur sa bande. Le chef voit plus loin, établit des plans, prévoit des actions lorsque la bande « ne fait qu’enregistrer [ses] besoins immédiats ». Cette explication cadre très bien avec l’Autorité du Devin. 
Platon, lui, tient une théorie concordant avec celle de l’autorité du juge sur l’arbitre. En effet, toute autorité en serait une car elle serait la signification de la justice. Et c’est bien le fait qu’elle permet la justice qui lui donne sa légitimité et lui confère donc son autorité. Quelqu’un d'honnête, d’impartial, de juste bénéficiera automatiquement d’une certaine autorité.
Enfin, pour expliquer la dernière autorité, celle du père sur l’enfant, Kojève prend appui sur la théorie scolastique de l’autorité. Dans cette théorie, l’idée est que par exemple, l’enfant, ne peut se retourner contre son père étant donné qu’il est la cause de son existence. Par conséquent, le père possède l’autorité sur l’enfant. S’ajoute à cela une notion de transmission, d’hérédité.

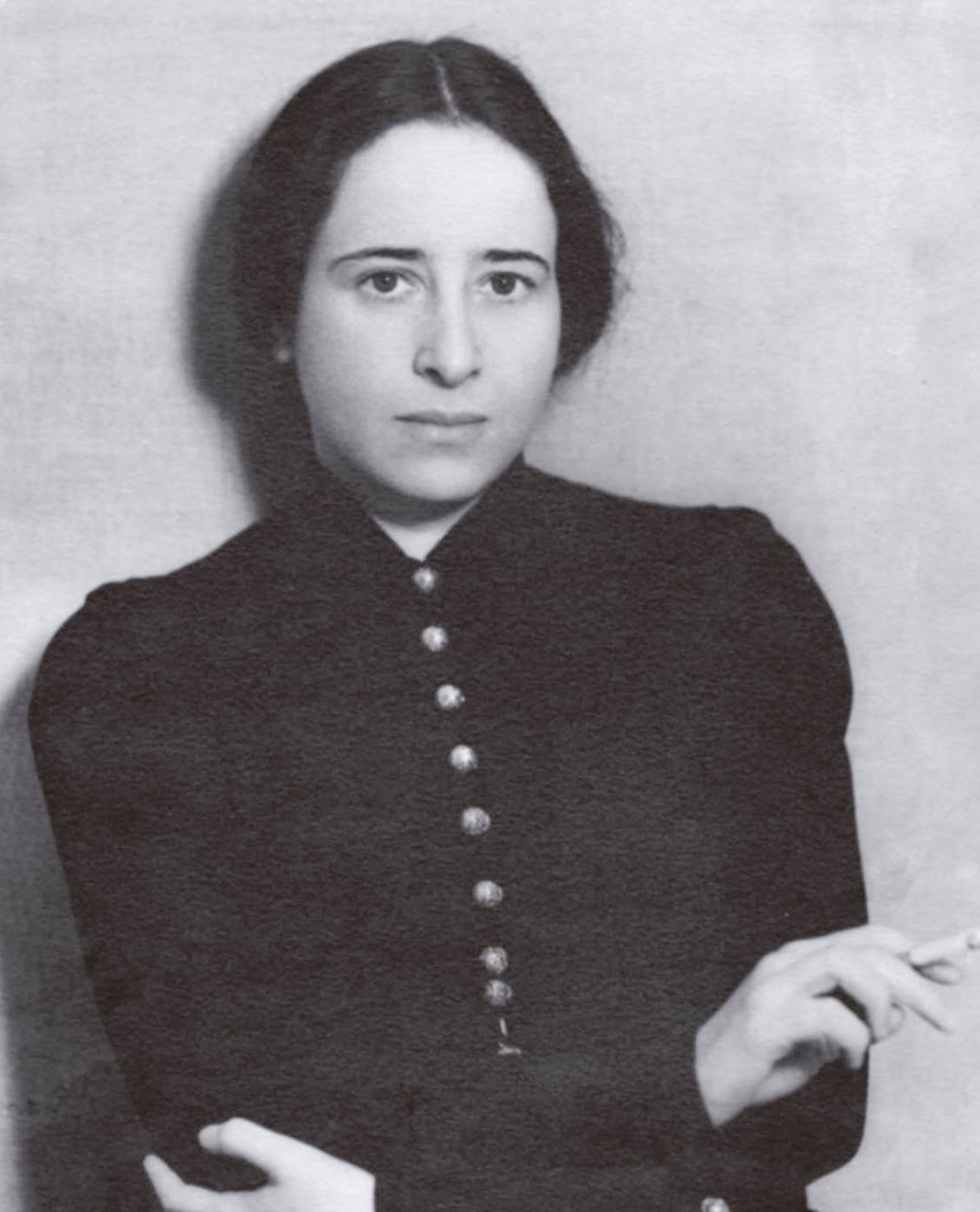
Hannah Arendt en 1933

### Conception de Hannah Arendt
C’est dans son ouvrage La Crise de la culture paru en 1961 qu'Hannah Arendt aborde la notion d’autorité. Consciente de la nature relationnelle de cette dernière, elle la définit comme « la relation autoritaire entre celui qui commande et celui qui obéit ne repose ni sur une raison commune ni sur le pouvoir de celui qui commande ; ce qu’ils ont en commun, c’est la hiérarchie elle-même, dont chacun reconnaît la justesse et la légitimité, et où tous deux ont d’avance leur place fixée ».  
Sa réflexion se poursuit avec l’analyse de la crise moderne que subit l’autorité. Selon elle, la libération de l’individu des prises de la tradition et d’un certain conservatisme bouleverse les fondements même de l’autorité qui ne peut se construire qu’en référence au passé. Ainsi, les nouvelles formes politiques doivent composer avec un impératif d’autorité mais également de liberté. 
Or, cette liberté se construit de moins en moins à partir de la tradition ou d’anciennes valeurs partagées. Au sortir de ces analyses, Hannah Arendt fait remarquer la complexité de « vivre dans un domaine politique sans l’autorité ». 
La modernité, objet principal des travaux de Hannah Arendt, semble étroitement liée au libéralisme. Pour illustrer la tension entre autorité et liberté appliquée aux systèmes politiques modernes, notamment visible dans l’opposition entre libéralisme et conservatisme dans un système démocratique, Hannah Arendt prend l’exemple des États-Unis et affirme que « le libéralisme prend la mesure d’un processus par lequel régresse la liberté, tandis que le conservatisme prend la mesure d’un processus de régression croissante de l’autorité ». 

#### Crise générale de l’autorité
Hannah Arendt étudie l’autorité à travers la crise qu’elle traverse. Selon la typologie de Max Weber, cette crise, dont les causes peuvent être rapprochées de l'avènement de la pensée des Lumières sur le monde occidental, bouleverse le type de domination habituellement exercé sur les dominés. D’une domination dite “traditionnelle”, les systèmes démocratiques bureaucratiques tendent à privilégier une domination rationnelle-légale. 

## Théorie moderne

### En sociologie

#### Une relation dynamique
L’autorité et ses figures sont parfois interprétées par le sens commun comme une relation statique ou une “essence intemporelle” d’après Karila-Cohen.  L’analyse par Karila-Cohen de l’autorité comme phénomène interactionnel entre un ou plusieurs individus permet de comprendre l’ensemble des “conditions et des représentations variables dans le temps et dans l’espace” qui assure sa légitimité,. La sociologie aide à identifier les différents moments de la relation d’autorité : de sa construction à sa fin progressive ou soudaine. Les figures de l’autorité sont appréhendées de manière dynamique en tant que rôle social mais aussi en tant qu’acteurs construits comme des symboles d’une certaine forme d’autorité. 
Dans la dynamique des groupes, les buts de l'autorité sont la sauvegarde du groupe et la conduite du groupe vers des objectifs collectifs consentis. 
On distingue les phénomènes de leadership et les phénomènes d'autorité. À savoir que le leadership, notion en vogue dans le management contemporain (années 2000), fait appel à des compétences telles que la séduction et le sens de la mise en scène, de sorte à provoquer des effets de motivation au sein d'une équipe. Le leadership trouve donc sa place dans le cadre d'une structure normée aux objectifs prédéfinis. L'autorité, quant à elle, est bien à situer au niveau de sa valeur reconnue, attribuée et conférée par le groupe, de sorte que des personnes sont reconnues mieux à même de faire autorité que d'autres. Cela n'est pas sans poser des contradictions, des querelles et des volontés de pouvoir, notamment lorsque la structure du groupe est informelle. Formelle, la structure garantit une certaine stabilité à l'autorité, qui n'en est pas moins sujette à contestation, si elle est jugée contre-productive pour le groupe. En effet, toute société humaine ne saurait s'organiser qu'autour de l'autorité (personnelle, morale, politique ou spirituelle), car l'autorité est une valeur-référence et une valeur-repère pour la communauté. 

### En psychologie
L'autorité est étudiée en psychologie, en ce qu'elle met en jeu des phénomènes de co-influences interpersonnelles. Les notions d'ascendance et de conférence y sont essentiels, à savoir que :
- l'élément auquel le groupe confère l'autorité (personne, organisme, institution, État, valeur morale, croyance spirituelle, etc.) exerce une ascendance sur les membres du groupe (fascination, soumission, obéissance, etc) ;
- la conférence (ou l'attribution) de l'autorité à un élément provient de divers mécanismes psychologiques, tels que la crainte, le respect, la reconnaissance, la fascination, etc. et a différentes conséquences, telles que l'obéissance, la paralysie du jugement, le consentement, l'approbation, l'assentiment, l'exécution, etc.
- les conséquences de la soumission à l'autorité peuvent être : le suivisme ou le conformisme, le stress ou l'anxiété (potentiellement lorsque l'autorité est fondée sur la crainte ou la suggestion répétée), mais aussi la discipline et l'ordre, le sentiment d’accomplir son devoir, le sens de l'honneur et de la morale, etc.

La psychanalyse, donne au complexe d'Œdipe un rôle important dans la formation du comportement à l'égard de l'autorité, qui ressouviendrait toujours l'autorité parentale. Cette théorie est cependant décrié par la psychologie moderne.

#### Les effets de l'autorité
Les attitudes et le comportement de ceux qui sont soumis à l'autorité (présumée) et ceux qui sont en position d'autorité sont susceptible d'être influencé par cette relation d'autorité. Bien que contestés, les expériences de Stanford et de Milgram sont des exemples d'étude de ces influences. 

#### Les figures d’autorité dans la sphère éducative
Pour Michel Foucault, l’autorité traditionnelle ne suscitant plus l’adhésion nécessaire à son existence, les sociétés modernes, plus nombreuses et aux facultés productives plus développées se voient dans l’obligation de “mettre sous contrôle les moindres parcelles du corps, dans le cadre de l’école, de la caserne, de l’hôpital ou de l’atelier”. Ce “pouvoir disciplinaire” connaît lui aussi des moments de crise, notamment dans la sphère de l’éducation, objet d’étude de plusieurs recherches en sociologie. Cette mise sous contrôle moderne évoquée par Tenaerts est étudiée par les sciences sociales depuis le 19e siècle. Elle est intrinsèquement liée aux nouvelles formes d’organisation du travail amenées par l’émergence du capitalisme en occident. L’évolution des techniques relatives à la productivité au travail et des travailleurs peuvent être interprétées comme une forme de mise sous contrôle de ces derniers par l’intermédiaire de l’autorité étatique ou entrepreneuriale. Les changements récents dans l’organisation du travail fonctionnant désormais de manière plus réticulaire sont souvent vus comme synonyme d’autonomisation du travailleur. Des études montrent pourtant que ce phénomène entraîne souvent une charge de travail supplémentaire qui dégrade les conditions de travail des salariés. Les concepts d’autorité et de pouvoir sont au cœur de la sociologie du travail contemporaine.    
Bruno Robbes s’interroge sur les causes d’une chute de l’autorité puis redéfinit de quelle autorité il est question. En effet, ce n’est pas l'“ autorité ” qui serait en chute libre mais une de ses déclinaisons. 
Tout d’abord, une des raisons de la chute de l’autorité serait sa perte de légitimité étant donné qu’elle ne parvient plus à “ garantir l’insertion socio-économique de tous les élèves ”, de ré-établir un équilibre entre les différences de capitaux économiques. Ensuite, l’école détient une autorité qui est liée à celle du savoir. Or, aujourd’hui, avec la profusion des nouvelles technologies de l'information et de la communication, l’école est loin de détenir le monopole du savoir. Par conséquent, cette autorité du savoir serait remise en question. Il s’agirait alors non pas de délivrer des savoirs bruts mais de délivrer une méthode de découverte du savoir, d’apprentissage du savoir. Enfin, dans certains cas, étant donné que l’autorité s’individualise et n’est plus forcément le fruit d’un consensus social, c’est l’enseignant.e même qui décide de ne pas user de son autorité. 
De son côté, Jean Houssaye émet d’abord cette même idée de crise de l’autorité à l’école et affirme par la suite qu’il ne faut simplement pas la laisser passer. L’autorité devrait alors se distancier de la pédagogie et ne pas intervenir dans la classe. L’auteur décline ce postulat en trois affirmations. La première concerne l’autorité dans la théorie. Houssaye dénonce le caractère incantatoire de l’autorité, trop souvent peu questionnée théoriquement et considérée comme nécessaire à l’éducation scolaire. Ainsi, selon lui, le sens de l’articulation entre discipline et autorité est le suivant : “ Certes vous ne justifiez pas l’autorité par la discipline, mais la discipline par l’autorité et vous justifiez ainsi la discipline dans la classe sans engluer l’autorité dans la discipline ”. Il se penche ensuite sur les difficultés pratiques de l’autorité en éducation et identifie une différence importante dans le vécu des enseignants et des élèves. Ces derniers étant vigilants à la bonne compréhension des matières tandis que les enseignants se révèlent être demandeurs d’une participation volontaire des élèves. Des deux côtés cependant, se dégage un constat de succès de la discipline mais un échec cuisant de l’autorité. Enfin, Jean Houssaye insiste l’importance du rejet de l’autorité pour l’avancement dans la recherche pédagogique, le recours à l’autorité favorisant une certaine forme de conservatisme. Pour lui, “ le pédagogue naît quand il parvient à récuser cette image hypnotique de l’autorité, à renoncer à cette illusion éducative de l’autorité, à accepter que l’autorité soit d’abord un échec pédagogique ”.